# Православен
Православен (болг. Православен) — село в Болгарии. Находится в Пловдивской области, входит в общину Первомай. Население составляет 531 человек

## Политическая ситуация
В местном кметстве Православен, в состав которого входит Православен, должность кмета (старосты) исполняет Ташко Вангелов Ташев (коалиция в составе 2 партий: Болгарская социалистическая партия (БСП), Земледельческий союз Александра Стамболийского (ЗСАС)) по результатам выборов правления кметства.
Кмет (мэр) общины Первомай — Ангел Атанасов Папазов (коалиция партий: Союз свободной демократии (ССД), Земледельческий народный союз (ЗНС)) по результатам выборов в правление общины.